# ویسنته لاپاتزا
ویسنته لاپاتزا (انگلیسی: Vicente Lapatza؛ زادهٔ ۵ اوت ۱۹۲۷) بازیکن فوتبال اهل اسپانیا است.
از باشگاه‌هایی که در آن بازی کرده‌است می‌توان به باشگاه فوتبال اسپورتینگ خیخون و باشگاه ورزشی اتلتیکو جونیور اشاره کرد.